# Hochbahngesellschaft
De Gesellschaft für Elektrische Hoch- und Untergrundbahnen in Berlin, kortweg Hochbahngesellschaft (Nederlands: Luchtspoormaatschappij), was het bedrijf dat verantwoordelijk was voor de bouw en exploitatie van de eerste metrolijnen in Berlijn. De private firma werd opgericht in 1897 en ging in 1929 op in de BVG.

## Geschiedenis

### Een nieuw vervoermiddel voor Berlijn

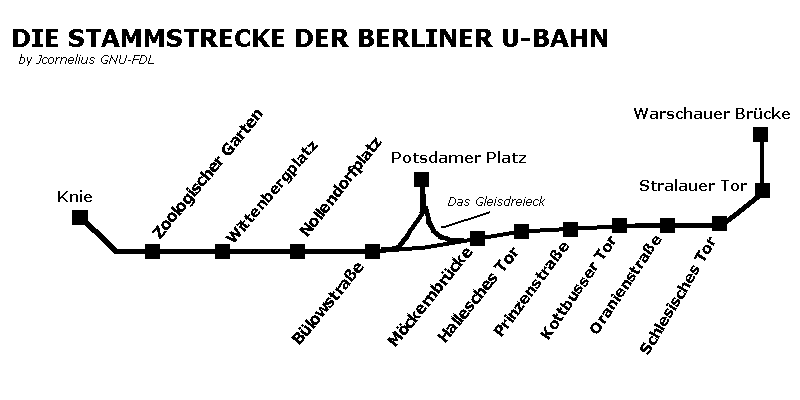
Het stamtracé

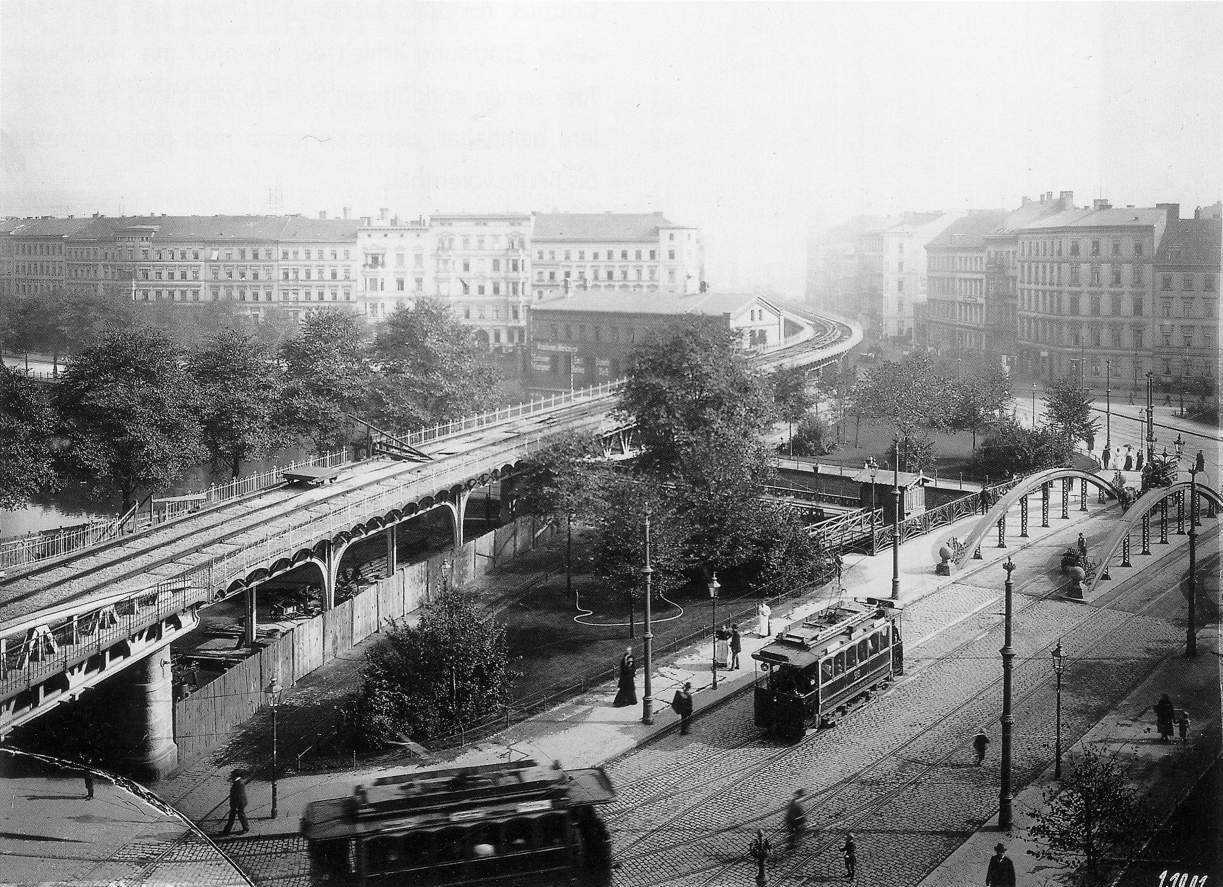
Hochbahn in aanleg bij de Kreuzbergse Wassertorplatz

De toenemende verkeersproblematiek in de miljoenenstad Berlijn leidde er aan het einde van de 19e eeuw toe dat men op zoek ging naar nieuwe vervoermiddelen. Er werden onder andere hangende treinen, zoals de latere Wuppertaler Schwebebahn, en diepgelegen ondergrondse spoorlijnen zoals in Londen overwogen. Werner von Siemens stelde het stadsbestuur voor hooggelegen stadsspoorlijnen naar het voorbeeld van de New Yorkse Elevated Railways aan te leggen. Von Siemens' idee een viaduct te bouwen door de statige Friedrichstraße werd onesthetisch gevonden, maar ook tegen het graven van tunnels onder de stad, zoals AEG voorstelde, bestond weerstand, omdat men bang was voor beschadiging van de juist aangelegde riolering.
Nadat er vele jaren onderhandeld was en diverse projecten de revue waren gepasseerd, kreeg Von Siemens in 1892 uiteindelijk toestemming voor het bouwen van een luchtspoorlijn vanaf de Warschauer Brücke door Kreuzberg naar de Bülowstraße, het zogenaamde stamtracé.

### Oprichting van de Hochbahngesellschaft
Von Siemens' firma Siemens & Halske nam de bouw van de lijn op zich. Het elektronicabedrijf was echter niet van plan de transportmarkt als exploitant te betreden en wilde de metrolijn onderbrengen in een dochtermaatschappij. De Deutsche Bank werd bereid gevonden als geldschieter op te treden en op 13 april 1897 richtten beide bedrijven de Gesellschaft für Elektrische Hoch- und Untergrundbahnen in Berlin op. Het aandelenkapitaal van de Hochbahngesellschaft bedroeg 12,5 miljoen mark.
De Hochbahngesellschaft had ambitieuze plannen voor het metronet en breidde de in 1902 geopende stamlijn al snel uit richting Charlottenburg (1906), Westend (1908), het historische centrum (1908), Prenzlauer Berg (1910) en Wilmersdorf / Dahlem (1913). Tot aan de Eerste Wereldoorlog ontstond zo een netwerk met een lengte van 38 kilometer en 46 stations. Hiervan werden 34 stations en 28 kilometer spoor door de Hochbahngesellschaft gebouwd.
Al deze lijnen werden gebouwd met een smal omgrenzingsprofiel, het zogenaamde kleinprofiel. Tegenwoordig zijn deze door de Hochbahngesellschaft gebouwde tracés onderdeel van de lijnen U1, U2 en U3. Het uiterlijk van de lijnen van de Hochbahngesellschaft werd grotendeels bepaald door huisarchitect Alfred Grenander.

### Flachbahn en Kraftomnibus
Als aanvulling op haar metrolijnen opende de Hochbahngesellschaft op 1 oktober 1901 een tramlijn van Warschauer Brücke, het oostelijke eindpunt van het stamtracé, naar Lichtenberg. Een jaar later werd de tramlijn naar het zuidwesten verlengd tot Stralauer Tor. Deze lijn werd Flachbahn genoemd, verwijzend naar de ondergrondse Untergrundbahn en de op viaducten gelegen Hochbahn. Aan het noordelijke eindpunt Zentralviehhof (veemarkt) bestond een aansluiting op het net van de Große Berliner Straßenbahn. In 1910 opende de Hochbahngesellschaft een tweede Flachbahnlijn, naar het centrum van Lichtenberg nabij de Frankfurter Allee. In 1928 werden beide tramlijnen door de Berliner Straßenbahn-Betriebs-GmbH overgenomen.

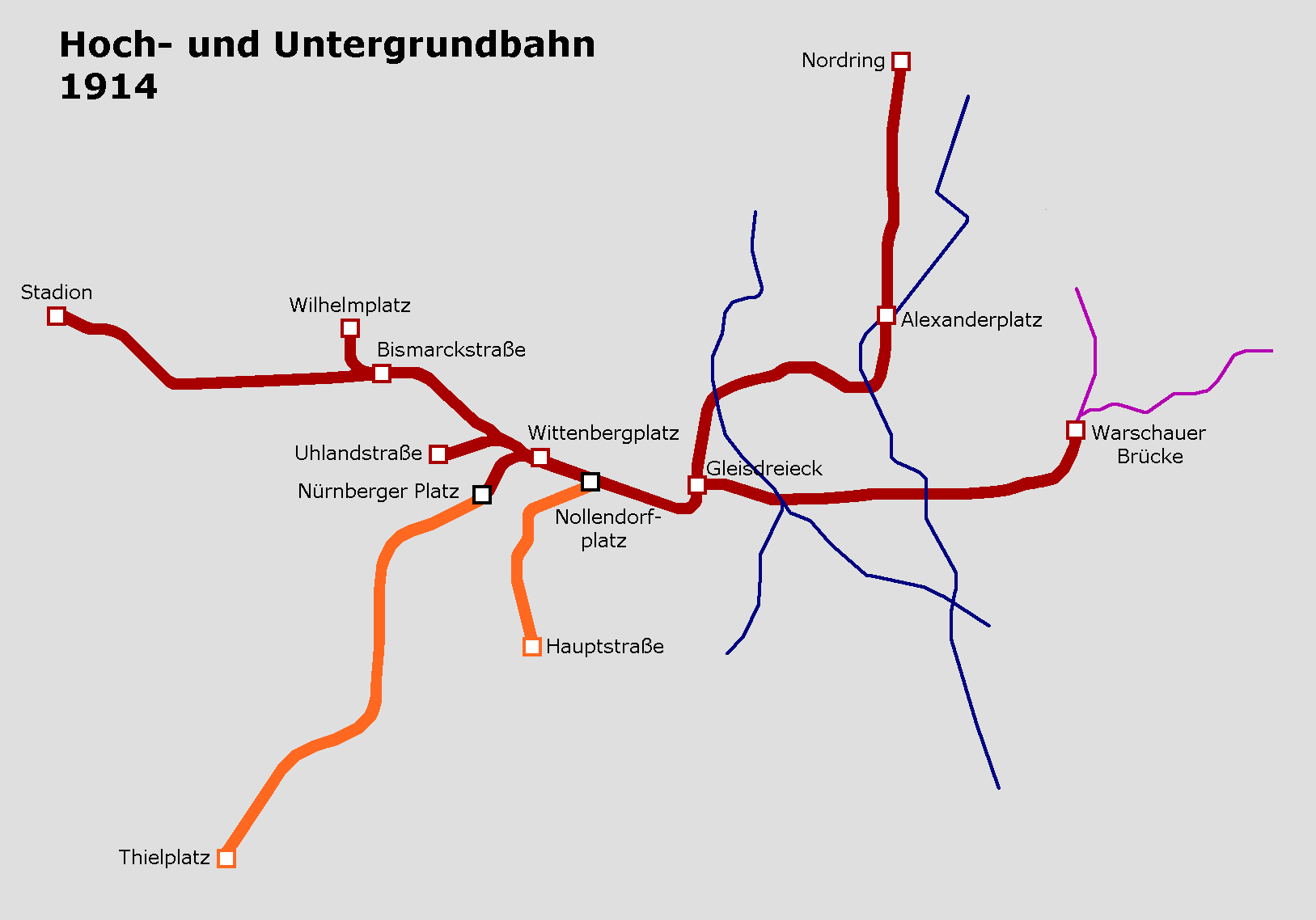
Het net van de Hochbahngesellschaft in 1914;
door de Hochbahngesellschaft bedreven gemeentelijke lijnen zijn in oranje weergegeven.

In het voorjaar van 1914 startte de Hochbahngesellschaft met een derde vervoermiddel: de Kraftomnibus. De drie van noord naar zuid verlopende buslijnen bleven echter maar kort bestaan, omdat de bussen ingevorderd werden voor oorlogsdoeleinden.

### Concurrentie
Gedurende de eerste jaren na de opening van het stamtracé was de Hochbahngesellschaft de enige partij die zich met de bouw en exploitatie van metrolijnen bezighield, maar vanwege het succes van het nieuwe vervoermiddel begon ook het Berlijnse stadsbestuur eigen plannen op dit gebied te ontwikkelen. De eerste "concurrentie" voor de Hochbahngesellschaft kwam in 1910 echter van de toen nog zelfstandige stad Schöneberg. Al in 1903 pleitte Schöneberg voor een aftakking van het stamtracé over zijn grondgebied, maar de Hochbahngesellschaft zag hier geen brood in. Het Schönebergse stadsbestuur nam daarom het heft in eigen hand en werkte plannen uit voor de eerste gemeentelijke metro in Duitsland.
De Schönebergse lijn (de huidige U4) was dan wel zelfstandig, maar omdat men een toekomstige rechtstreekse verbinding met de rest van het net voorzag werd de lijn volledig aangepast aan de standaarden van de reeds bestaande metrolijnen van de Hochbahngesellschaft. Ook de exploitatie van de op 1 december 1910 geopende lijn werd gegund aan de Hochbahngesellschaft, waarmee tevens een tariefunie was gevormd. Van echte concurrentie was dus geen sprake. Met de opening van het ontlastingstracé op 24 oktober 1926 werd de Schönebergse lijn in het station Nollendorfplatz met het kleinprofielnet van de Hochbahgesellschaft verbonden.
Na de Eerste Wereldoorlog kwam een grootschalige uitbreiding van het Berlijnse metronet ter sprake. De reeds bestaande lijnen van de Hochbahngesellschaft verliepen vooral in oost-westrichting en bedienden bovendien hoofdzakelijk de rijkere wijken van de stad (Charlottenburg, Schöneberg, Wilmersdorf). Het stadsbestuur wilde echter ook arbeiderswijken als Neukölln en Wedding op het metronet aansluiten, door middel van noord-zuidlijnen. Hier uitte zich een duidelijk belangenverschil: waar de Hochbahngesellschaft vooral winst wilde maken, hield het stadsbestuur bij het projecteren van nieuwe verbindingen rekening met de publieke functie.
Met de vorming van Groot-Berlijn in 1920 kreeg de stad aanzienlijk meer invloed. Terwijl de Hochbahngesellschaft bij de bouw van metrolijnen eerder met verschillende zelfstandige gemeenten te maken had, was er door de samenvoeging nog maar één onderhandelingspartner. De gemeentelijk aangelegde metrolijnen in Schöneberg, Wilmersdorf en Dahlem werden eigendom van het Berlijnse stadsbestuur. Omdat de meeste tram- en buslijnen inmiddels al in publieke handen waren gekomen kreeg de stad een sterke positie en kon ze druk op de Hochbahngesellschaft uitoefenen.

### Noord-zuidlijnen
In 1919 begon de stad Berlijn met de bouw van de Nord-Süd-Bahn (de huidige U6), die in 1923 geopend werd. Deze Nord-Süd-Bahn kruiste de bestaande lijnen van de Hochbahngesellschaft onder de Friedrichstraße en bij station Hallesches Tor. Dat men de Hochbahngesellschaft veeleer als concurrent zag dan als partner, blijkt wel uit het gebrek aan coördinatie bij de uitvoering van de overstapstations. Op beide overstappunten moet de reiziger nog altijd lange voetgangerstunnels doorkruisen om van de ene lijn naar de andere te geraken.

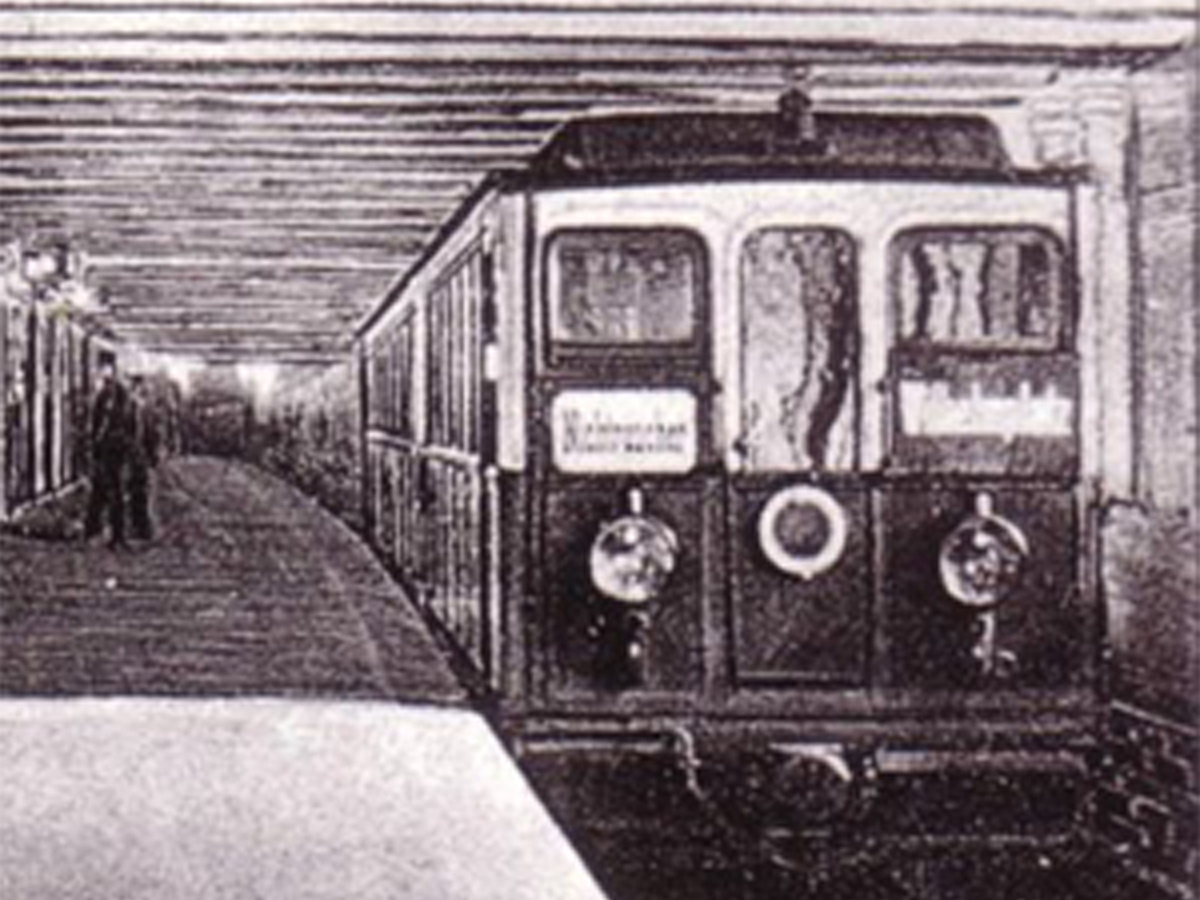
Kleinprofieltrein van de Hochbahngesellschaft in station Spittelmarkt, 1908

Ook AEG had zich op het bouwen van metrolijnen toegelegd en was reeds in 1912 begonnen met de aanleg van de Gesundbrunnen-Neukölln-Bahn (de huidige U8). Evenals concurrent Siemens had dit bedrijf zijn metroactiviteiten ondergebracht in een dochteronderneming: AEG-Schnellbahn-AG. Bij het uitbreken van de Eerste Wereldoorlog werden de werkzaamheden stilgelegd en na de oorlog was de financiële positie van de AEG dusdanig verzwakt dat de bouw volledig gestopt werd. Het stadsbestuur liet de AEG-Schnellbahn-AG failliet verklaren en nam na het gereedkomen van de Nord-Süd-Bahn zelf de bouw op zich.
De beide publiek aangelegde lijnen werden uitgevoerd met een breder omgrenzingsprofiel dan de lijnen van de Hochbahngesellschaft. Het stadsbestuur wilde voortaan alle nieuwe lijnen in grootprofiel laten bouwen.
Al tijdens de bouw van de stedelijke metrolijnen heerste er een chronisch gebrek aan financiële middelen. Geld voor rollend materieel was er ten slotte in het geheel niet meer. In 1922 sloot het stadsbestuur daarom een contract af met de Hochbahngesellschaft, die de exploitatierechten voor de Nord-Südbahn en de GN-Bahn kreeg als ze deze met haar eigen materieel zou bedrijven. Vanwege het profielverschil werden de treinen van Hochbahngesellschaft met treeplanken uitgerust.

### Hochbahnvertrag
Op 10 juli 1926 werd tussen het Berlijnse stadsbestuur en de Hochbahngesellschaft het zogenaamde Hochbahnvertrag afgesloten. Dit betekende dat de stad door enorme aandelentransacties het gehele metronet in handen kreeg. De Hochbahngesellschaft had vanwege de machtige positie van het stadsbestuur weinig bewegingsruimte meer en had geen andere keus dan in te stemmen. Het bedrijf werd gereduceerd tot exploitatiemaatschappij, maar zou nog één metrolijn bouwen.
Al in de beginperiode van de Berlijnse metro bestonden er plannen voor een lijn onder de Frankfurter Allee, waarvoor de Hochbahngesellschat in 1914 een concessie verkreeg. Ook na het afsluiten van het Hochbahnvertrag had de Hochbahngesellschaft de concessie nog in handen. Het stadsbestuur wilde echter, zoals eerder vermeld, alle nieuwe metrolijnen in grootprofiel bouwen. De Hochbahngesellschaft nam de aanleg desondanks op zich en bouwde zo voor het eerst in haar geschiedenis een grootprofiellijn. De lijn van Alexanderplatz naar Friedrichsfelde, de huidige U5, werd aangelegd tussen 1927 en 1930.

### De BVG
Op 10 december 1928 richtte het Berlijnse stadsbestuur met een kapitaal van 400 miljoen Reichsmark de Berliner Verkehrs Aktiengesellschaft (BVG) op, het bedrijf dat het beheer over alle stedelijke vervoermiddelen zou krijgen. De Hochbahngesellschaft werd opgeheven, evenals het busbedrijf, de Nordsüdbahn AG (het gemeentelijke metrobedrijf) en het trambedrijf. Op 1 januari 1929 nam de BVG daadwerkelijk alle diensten over.

## Noot
1. ↑  De aftakking naar Wilmersdorf en Dahlem werd tot station Nürnberger Platz door de Hochbahnhgesellschaft aangelegd. Voor de bouw van het resterende deel waren de stad Wilmerdorf respectievelijk het Koninklijke Domein Dahlem zelf verantwoordelijk.